# Nicolas Goyard
Nicolas Goyard (Lorient, 3 de enero de 1996) es un deportista francés que compite en vela en la clase iQFoil. Su hermano Thomas compite en el mismo deporte.
Ganó una medalla de oro en el Campeonato Mundial de IQFoil de 2021 y tres medallas en el Campeonato Europeo de IQFoil entre los años 2020 y 2022.

## Palmarés internacional
| \| Campeonato Mundial \| Campeonato Mundial \| Campeonato Mundial \| Campeonato Mundial \| \| Año \| Lugar \| Medalla \| Clase \| \| ------------------ \| ------------------ \| ------------------ \| ------------------ \| \| 2021 \| Silvaplana (Suiza) \| Medalla de oro \| iQFoil \| \| Campeonato Europeo \| \| \| \| \| Año \| Lugar \| Medalla \| Clase \| \| 2020 \| Silvaplana (Suiza) \| Medalla de bronce \| iQFoil \| \| 2021 \| Marsella (Francia) \| Medalla de oro \| iQFoil \| \| 2022 \| Torbole (Italia) \| Medalla de oro \| iQFoil \| |                    |                   |        |
| Campeonato Mundial |                    |                   |        |
| Año | Lugar              | Medalla           | Clase  |
| 2021 | Silvaplana (Suiza) | Medalla de oro    | iQFoil |
| Campeonato Europeo |                    |                   |        |
| Año | Lugar              | Medalla           | Clase  |
| 2020 | Silvaplana (Suiza) | Medalla de bronce | iQFoil |
| 2021 | Marsella (Francia) | Medalla de oro    | iQFoil |
| 2022 | Torbole (Italia)   | Medalla de oro    | iQFoil |